# 第十季超級籃球聯賽總冠軍賽
第十季超級籃球聯賽總冠軍賽是第十季超級籃球聯賽的最後一個系列賽程，在2013年3月30日至2013年4月7日間進行，結果由臺中璞園以4比2擊敗臺北達欣，拿下隊史第二座年度冠軍，完成隊史第一次二連霸。

## 兩隊比較
|            | 臺北達欣        | 臺中璞園      |
| ---------- | --------------- | ------------- |
| 例行賽戰績 | 17勝13敗        | 26勝4敗       |
| 準決賽     | 4:3贏台灣大雲豹 | 4:2贏新北裕隆 |
| 總教練     | 許智超          | 許晉哲        |

## 逐場摘要
第一戰
| 2013-3-30 19:00 |

| 賽後數據 |

| 臺北達欣 77–84 臺中璞園                         |  |                                                 |
| 得分： 林宜輝 24 篮板： 豪爾 11 助攻： 羅鈺群 5 |  | 得分： 蔡文誠 19 篮板： 蔡文誠 10 助攻： 簡浩 5 |

第二戰
| 2013-3-31 19:00 |

| 賽後數據 |

| 臺中璞園 84–73 臺北達欣                           |  |                                             |
| 得分： 戴維斯 22 篮板： 戴維斯 10 助攻： 葛記豪 2 |  | 得分： 豪爾 21 篮板： 豪爾 12 助攻： 田壘 4 |

第三戰
| 2013-4-2 19:00 |

| 賽後數據 |

| 臺中璞園 70–73 臺北達欣                           |  |                                             |
| 得分： 戴維斯 19 篮板： 戴維斯 17 助攻： 葛記豪 2 |  | 得分： 田壘 33 篮板： 田壘 10 助攻： 田壘 4 |

第四戰
| 2013-4-4 19:00 |

| 賽後數據 |

| 臺中璞園 70–81 臺北達欣                           |  |                                               |
| 得分： 陳世杰 15 篮板： 戴維斯 13 助攻： 林金榜 3 |  | 得分： 田壘 20 篮板： 豪爾 13 助攻： 張智峰 4 |

第五戰
| 2016-4-6 19:00 |

| 賽後數據 |

| 臺北達欣 63–79 臺中璞園                      |  |                                                   |
| 得分： 田壘 26 篮板： 豪爾 7 助攻： 羅鈺群 3 |  | 得分： 林宗慶 22 篮板： 蔡文誠 11 助攻： 林宗慶 4 |

第六戰
| 2016-4-7 19:00 |

| 賽後數據 |

| 臺中璞園 77–63 臺北達欣                           |  |                                               |
| 得分： 戴維斯 19 篮板： 蔡文誠 18 助攻： 陳世杰 5 |  | 得分： 田壘 19 篮板： 田壘 14 助攻： 許皓程 3 |

## 外部連結
- 超級籃球聯賽(新)官方網站 （页面存档备份，存于）